# Doučování Doma
Doučování Doma je vzdělávací společnost, poskytující neformální vzdělávání ve formě soukromé výuky školních předmětů a cizích jazyků.

## Historie
Doučování Doma bylo založeno v roce 2012 Michaelou Entrichovou v Hradci Králové. V roce 2015 byla otevřena první kancelář/učebna v centru Hradce Králové. V roce 2019 se Doučování Doma transformovalo na společnost s ručením omezeným (s.r.o.) a začalo nabízet své služby i v Pardubicích.

## Služby
Firma se zaměřuje na poskytování individuálního vzdělávání. Prostřednictvím lektorů vyučuje předměty, jako je například český jazyk, matematika či cizí jazyky. Firma nabízí přípravu na přijímací zkoušky, maturitu, jazykové certifikáty, nebo také doučování cizích jazyků pro pracovní účely. Projekt Doučování Doma také pravidelně pořádá letní příměstské tábory.

## Ocenění
V roce 2022 vyhrálo Doučování Doma 1. místo v soutěži Firmy roku Královéhradeckého kraje, jejímž vyhlašovatelem je deník Hospodářské noviny. V roce 2024 získala společnost Cenu pro nejzajímavější franchisu v soutěži Ocenění českých podnikatelek.